# Кубок Фінляндії з футболу 2012
Кубок Фінляндії з футболу 2012 — 58-й розіграш кубкового футбольного турніру в Фінляндії. Титул вперше здобула Гонка.

## Календар
| Раунд           | Дата                        | Матчі | Клуби     |
| --------------- | --------------------------- | ----- | --------- |
| Перший раунд    | 6-21 січня 2012             | 17    | 198 → 181 |
| Другий раунд    | 14 січня - 11 лютого 2012   | 63    | 181 → 118 |
| Третій раунд    | 5 лютого - 2 березня 2012   | 34    | 118 → 84  |
| Четвертий раунд | 14 лютого - 18 березня 2012 | 36    | 84 → 48   |
| П'ятий раунд    | 18 березня - 10 квітня 2012 | 20    | 48 → 28   |
| Шостий раунд    | 31 березня - 15 квітня 2012 | 12    | 28 → 16   |
| 1/8 фіналу      | 22-26 квітня 2012           | 8     | 16 → 8    |
| 1/4 фіналу      | 8-9 травня 2012             | 4     | 8 → 4     |
| 1/2 фіналу      | 31 травня - 30 серпня 2012  | 2     | 4 → 2     |
| Фінал           | 29 вересня 2012             | 1     | 2 → 1     |

## Шостий раунд
| Команда 1           | Рахунок         | Команда 2   |
| ------------------- | --------------- | ----------- |
| 31 березня 2012     |                 |             |
| Рівербол (4)        | 0:4             | Гака        |
| 1 квітня 2012       |                 |             |
| ЮПС (4)             | 0:3             | ЛПС (3)     |
| 5 квітня 2012       |                 |             |
| Паллосеура Кемі (3) | 2:2 дч пен. 2:3 | Яро         |
| 6 квітня 2012       |                 |             |
| Міккелі (3)         | 0:2             | МюПа        |
| 7 квітня 2012       |                 |             |
| Їіппо (2)           | 1:0 дч          | Лахті       |
| 10 квітня 2012      |                 |             |
| Гямеенлінна (2)     | 0:4             | Гонка       |
| Екенес (3)          | 4:1             | Куусюсі (3) |
| Марієгамн           | 4:1             | Ювяскюля    |
| 11 квітня 2012      |                 |             |
| КооТееПее (2)       | 2:0             | ГІФК (2)    |
| 12 квітня 2012      |                 |             |
| ЯПС (3)             | 0:1             | Гністан (3) |
| Оулу (2)            | 0:2             | КуПС        |
| 15 квітня 2012      |                 |             |
| Атлантіс (3)        | 2:2 дч пен. 4:2 | Джазз (3)   |

## 1/8 фіналу
| Команда 1      | Рахунок         | Команда 2     |
| -------------- | --------------- | ------------- |
| 22 квітня 2012 |                 |               |
| Екенес (3)     | 0:2             | Їіппо (2)     |
| 25 квітня 2012 |                 |               |
| КооТееПее (2)  | 2:1 дч          | Інтер (Турку) |
| Гністан (3)    | 1:4             | Марієгамн     |
| КуПС           | 0:0 дч пен. 8:7 | ТПС           |
| Атлантіс (3)   | 0:3             | Гонка         |
| 26 квітня 2012 |                 |               |
| ЛПС (3)        | 0:2             | ВПС           |
| ГІК            | 2:1             | Яро           |
| Гака           | 1:2 дч          | МюПа          |

## 1/4 фіналу
| Команда 1     | Рахунок | Команда 2     |
| ------------- | ------- | ------------- |
| 8 травня 2012 |         |               |
| Їіппо (2)     | 0:3     | МюПа          |
| 9 травня 2012 |         |               |
| ГІК           | 3:0     | КооТееПее (2) |
| Гонка         | 2:0     | ВПС           |
| КуПС          | 3:0     | Марієгамн     |

## 1/2 фіналу
| Команда 1      | Рахунок         | Команда 2 |
| -------------- | --------------- | --------- |
| 31 травня 2012 |                 |           |
| Гонка          | 1:1 дч пен. 5:4 | ГІК       |
| 30 серпня 2012 |                 |           |
| КуПС           | 1:0             | МюПа      |

## Фінал
| 29 вересня 2012 15:30 (EEST) |

| Гонка        | 1:0      | КуПС |
| ------------ | -------- | ---- |
| Мякіярві 23' | Протокол |      |

| «Сонера», Гельсінкі Глядачів: 2 340 Арбітр: Маттіас Гестраніус |